# Kościół Świętego Zbawiciela w Castelsarrasin
Kościół Świętego Zbawiciela (fr. Église Saint-Sauveur) – świątynia rzymskokatolicka we francuskim mieście Castelsarrasin, w regionie Oksytania. 

## Historia
Pierwsza wzmianka o kościele św. Zbawiciela pochodzi z 961 roku. Obecna świątynia powstała w latach 1254-1271. Około 1500 roku kościół powiększono o absydę. Do 1626 roku należał do opactwa Moissac. Był nieczynny w latach 1793-1795 podczas rewolucji francuskiej. W 1868 roku Louis Calmettes zaprojektował neogotycką dzwonnicę kościoła. W 2002 roku kościół wpisano na listę pomników historii.

## Architektura
Świątynia ceglana, romańska (z nielicznymi rozwiązaniami gotyckimi), trójnawowa, posiada układ halowy. Absyda oraz wnętrze posiada gotyckie ornamenty. 

## Galeria

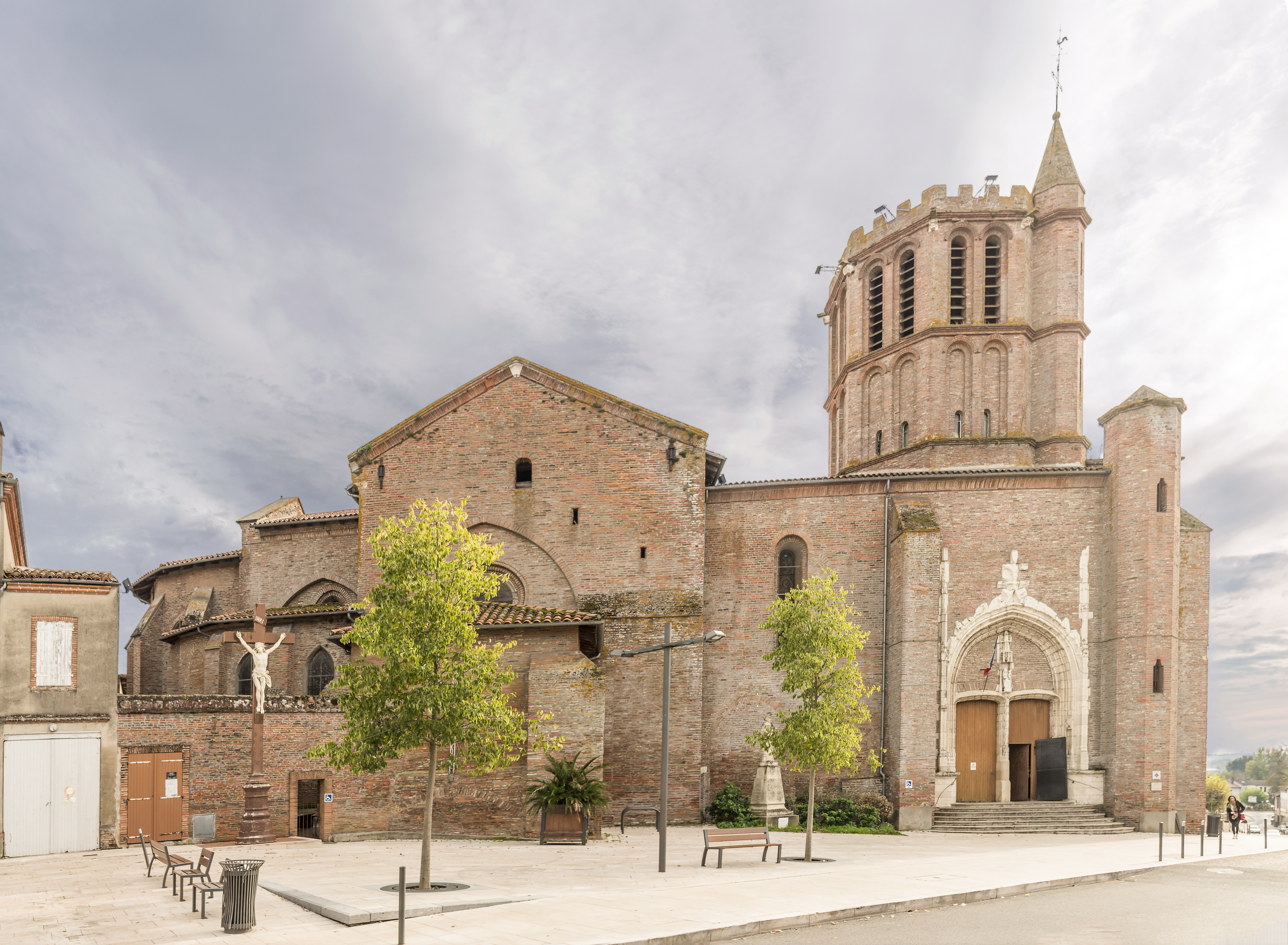
Widok z północy
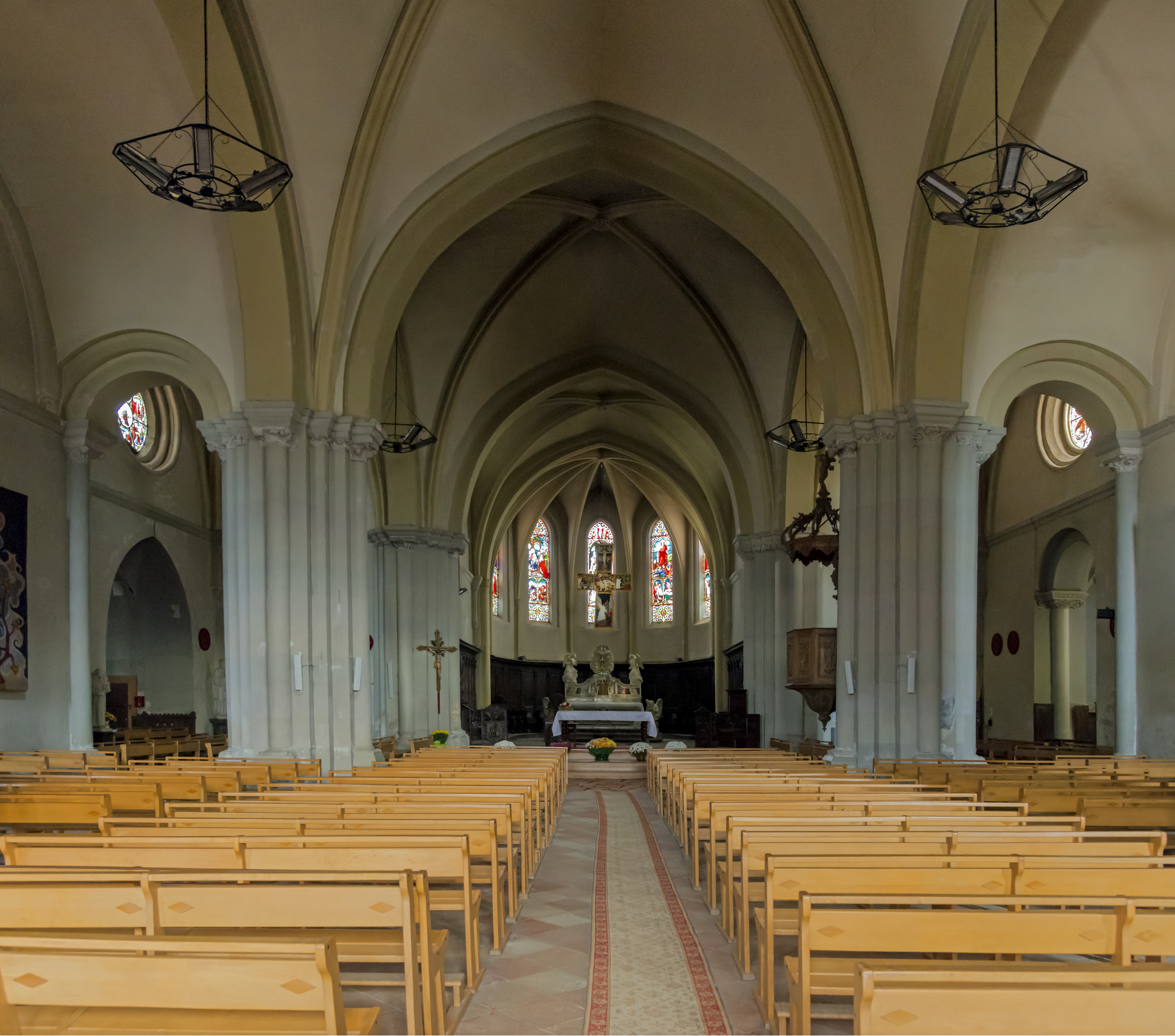
Wnętrze
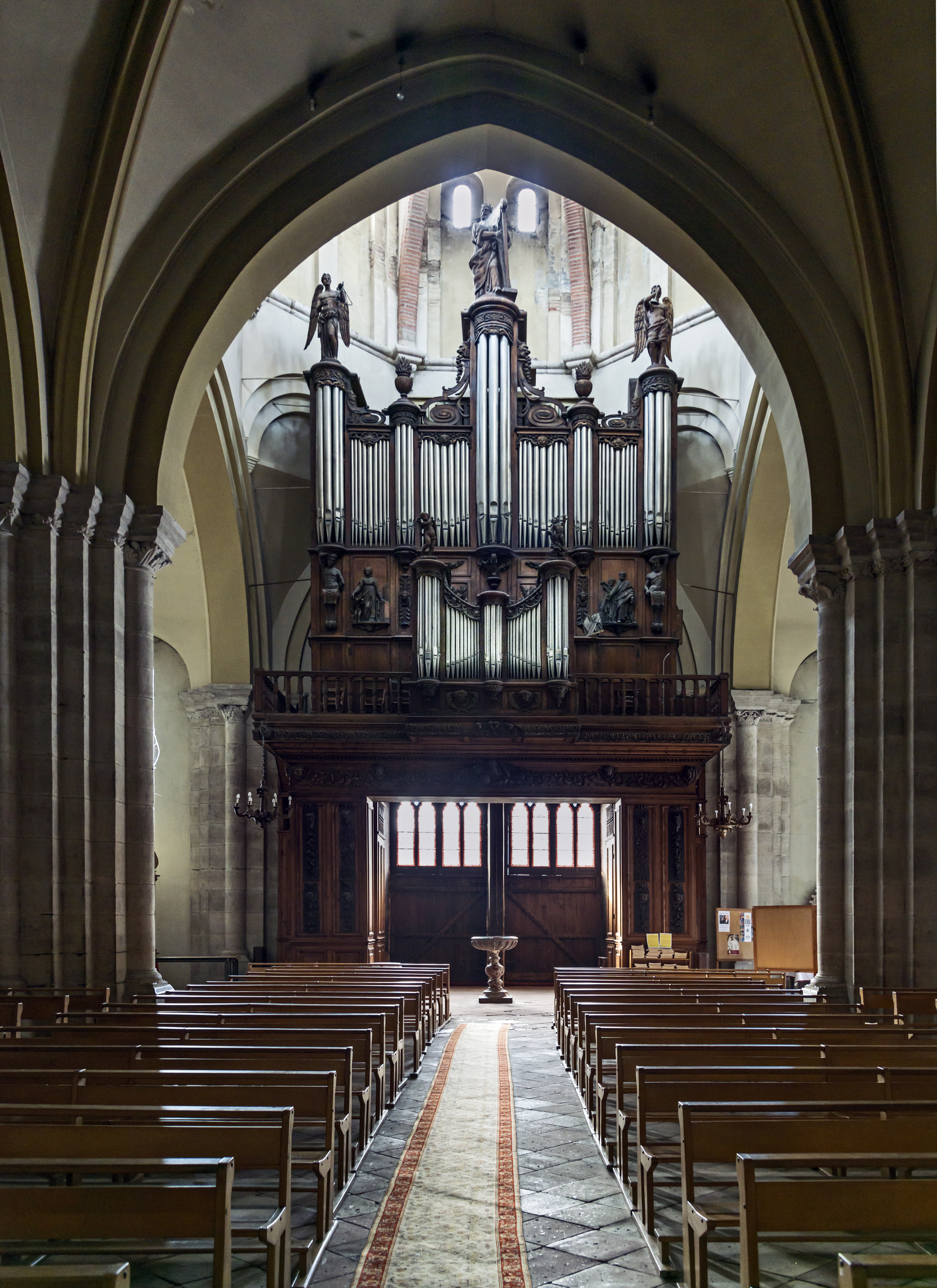
Organy i empora
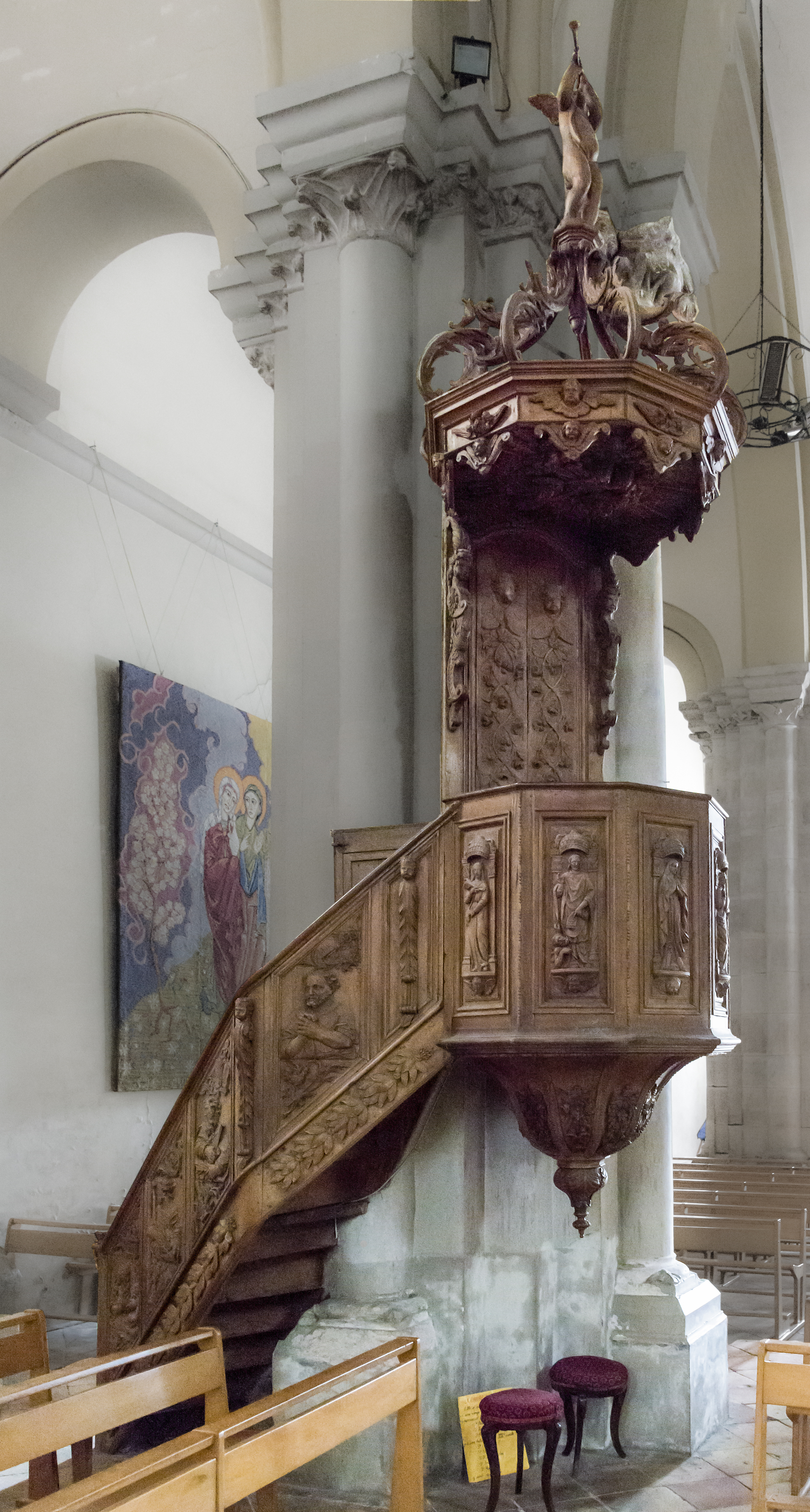
Ambona